# Mnquma
Mnquma (officieel Mnquma Local Municipality) is een gemeente in het Zuid-Afrikaanse district Amatole.
Mnquma ligt in de provincie Oost-Kaap en telt 252.390 inwoners.

## Hoofdplaatsen
Het nationaal instituut voor de statistiek, Stats SA, deelt sinds de census 2011 deze gemeente in in 563 zogenaamde hoofdplaatsen (main place):
Aboboti • Adam • Amabhele • Amambalu • Bakaneni • Bawa • Besmani • Bethal • Bharhumani • Bhishibha • Bhokhwe • Bhongolwethu • Bhongweni • Bhonyothi • Bhoqo • Bhulele • Bhuru • Blue Sky • Bomvana • Bongoza • Botwe • Bumbane • Busila • Butterworth • Cafutweni • California • Centuli • Ceru • Chibini • Chwebeni • Cilo • Cingweni • Coastal holiday homes • Columba Mission • Dakeni • Diko • Diphini • Diya • Dlephu • Drayini • Dudumashe • Dwarheni • Dyam-Dyam • Dyasini • Dyosini • Dyushu • Eagle • eBhisiniya • eBhityolo • eBhoyileni • eBika • eDakaneni • eDrayini A • eDrayini B • eGcukesi • eGoso • eGqubeni • eGrakhulu • eJekezi • Ejojweni • eKomannishini • Ekupumleni • eLalini A • eLalini B • eLalini C • eLalini D • eLalini E • eLalini F • eLalini G • eLengeni • eLusuthu • eMadopholweni • eMagiqweni • eMagotsini • eMahemini • eMahlathini • eMahlubini A • eMahlubini B • eMakodisini • eMambendeni • eMangqangqa • eMaphiko • eMarhawuleni • eMarhedwaneni • eMaseleni • eMasisini • eMaswusheni • eMatipheni • eMatolweni • eMbangweni • eMbovu • eMfulamde • eMgcwe • eMgqigweni • eMmangweni A • eMmangweni B • eMncuncuno • eMngcwe • eMphahleni A • eMphahleni B • eMtonjeni • eMzitheni • eNcalukeni • eNdenya • eNgcingcinikhwe • eNgcwangu A • eNgcwangu B • eNgqaqeni • eNgwane • eNgxalawe • eNgxewane • eNkanini • eNkcalwini • eNkelekethe • eNqileni • eNtlakwendlela • eNtlekiseni • eNtobeni • eNtombo • eNtshingeni • eNtsukazi • ePhika • eRhala • eSantini • eSidutyini • eSigadini • eSigingqini • eSigingqini A • eSigingqini B • eSihlabeni • eSikolweni • eSiqithini A • eSirhosheni A • eSirhosheni B • eSixhotyeni • eSizindini • eThika • eTyiweni A • eTyiweni B • eVotini • eZibondeni • eZingqayi • eZingxondoreni • eZintukwini • eZisoyini • eZixhotyeni • Forty five • Frerestat • Gaqa • Gatyana • Gcina • Gobe • Godidi • Golisile • Gongota • Gotyibeni • Gqola • Gqoloma • Gqukesi • Gqunge A • Great Kei Bridge • Gubevu • Gudla • Gwadana • Gwelane • Gxara • Gxojana • High Hill • Hili Hili • Hom • iDyaba • iNkonkwane • iNtlambonkulu • Jama • Jekete • Jingqi • Jojweni A • Jojweni B • Jojweni D • Jojweni F • Kabakasi • Kampetha • Kayelitsha A • Kayelitsha B • Kentani • Khayalethemba • Khobodi • Khwayi-Khwayi • Khwetsha • Klanisi • Kobonqaba A • Kobonqaba B • Komkhulu • Komkhulu A • Komkhulu B • Komkhulu C • Komkhulu D • Komkhulu E • Komkhulu F • Komkhulu G • KuBhongithole • Kudubevu • KuDunjana • KuHolela • Kulomiza • KuLotshazi • Kunene • KuNqambeli • Kutanyanga • KwaBongoza • KwaCengani • KwaDadiyane • KwaDayi • KwaDlephu • KwaFestile • KwaFihlani • KwaGaba • KwaGaqa • KwaGeza • KwaGisi • KwaJama • KwaJuliwe • KwaKabakazi • KwaKantolo • KwaKhumalo • KwaKhwatsha • KwaKotana • KwaKwayimani • KwaLubobo • KwaMaciba • KwaMagodla • KwaMagogo • KwaMankihlana • KwaMantetyana • KwaMasele • KwaMaxhama • KwaMazinyo • KwaMdange • KwaMjayezi • KwaMjo • KwaMkhiva • KwaMkhulu • KwaMlisa • KwaMlonyeni • KwaMpundu • KwaMvemve • KwaMzintsilana • KwaNdotshanga • Kwane • KwaNgako • KwaNgunikazi • KwaNgwanya • KwaNgwazi • KwaNjokwana • KwaNkohla • KwaNkqayi • KwaNobuswana • KwaNofodosi • KwaNontshinga A • KwaNontshinga B • KwaNtibane • KwaNumanto • KwaPhalo • KwaRadebe • KwaRarase • KwaSeyisi • KwaSezela • KwaShosha • KwaSimeliyana • KwaSokapase • KwaSonkana • KwaThala • KwaThinga • KwaTsotsi • KwaVika • KwaVuka • KwaVuso • KwaXhobane • KwaZangwa • KwaZingxala • KwaZithombe • KwaZizane • Lalo • Langeni • Lokishi • Lower Mcubakazi • Lower Ndakana • Lunda • Luqolweni • Lusizi • Lutsholo • Mabala • Machelesini • Mafusini • Magalakangqa • Majamaneni • Makhomazini • Malongweni • Mamela • Mamfenesi • Mandluntsha • Mangobomvu A • Mangobomvu B • Mangondini • Mangweni A • Mangweni B • Mantunzeleni • Manyontolweni • Manzana • Maqele • Maqwathini • Marhotshozweni • Masaleleni A • Masaleleni B • Masele • Masisini • Mathole A • Mathole B • Matolweni • Maxelegwini • Maxhegwana • Mayekiso Farm • Mazamisa AA • Mazeppa Bay • Mazikhanya • Mbangweni • Mbanjwa • Mbendeni • Mbiza • Mbongendlu • Mbuthweni • Mbuwana • Mceshe • Mdange A • Mdeni • Mekeni • Mente • Merelisa • Mfeku • Mgadi • Mgobhozi • Mgobhozweni • Mgomanzi • Mgwebi • Mhlahlane • Mjikelweni • Mjula • Mkhobeni • Mkhonkotho • Mkhwaneni • Mkhwezweni • Mkonjane • Mkwezweni • Mlonyeni • Mmango • Mmangonkone • Mndundu • Mngcangcatelo • Mngcwazi • Mngomanzi • Mngqalasini • Mngxokweni • Mnquna NU • Mnyama • Mnyamazane • Mnyameni • Mofu • Mpatheni • Mpentse • Mphesheya • Mpukane Mission • Mrhawuzeli • Msele • Msikaba • Msintsana • Mtebhele • Mthongwana • Mthonjeni • Mthwaku • Mthwaku A • Mthwaku B • Mtonjeni • Mtshanyane • Mtshayelweni • Mtwaku • Mxhaka • Myeki • Myoyo • Mzantsi • Mzantsi A • Mzantsi B • Mzazi • Mzinjana • Nantsana • Ncatha • Ncedani • Ncerana B • Nciba • Ncisinide • Ncityane • Ncorha • Ndabakazi • Ndabakazi Station • Ndakana A • Ndakana B • Ndela • Ndende • Ndenxa • Ndiki • Nduveni • New Rest • Newlook • Ngcingane • Ngcizele • Ngcongcolorha • Ngede • Ngobozini • Ngotsini • Ngozana • Ngqanda • Ngqaqini • Ngqokweni • Ngqolongwane • Ngqusi • Ngqutu A • Ngqutu B • Ngunduza • Ngxalathi • Nibe • Njakazi • Njekeni • Njingini • Nkalweni A • Nkalweni B • Nkanga • Nkente • Nkondwane • Nkonki • Nkonkwane • Nobhanda • Nodumaphi • Nomaheya Mission • Nombanjana • Nqagqini • Nqamakwe • Nqileni • Ntilini A • Ntilini B • Ntlini • Ntshatshongo • Ntshingeni • Ntshutshwini • Ntsonyane • Ntwala • Ntwashu • Nxaxho • Nxaxo Mouth • Nyidlana • Nyili • Nyityaba • Nyokana • Nyulula • Nyumaga • Nyutura • Phantsikwentaba • Poshi • Pumlani • Qayiso • Qengqweni • Qeqe • Qholiwe • Qikileka • Qima • Qina • Qoboqobo • Qokolweni A • Qolora Mouth • Qolweni A • Qolweni B • Qombe • Qombolo • Qumbulwana • Qwanguleni • Raladiya • Rarayo • Rhoxeni • Rwantsana A • Rwantsana B • Rwantsane • Samini • Samka • Sawutana • Sawutana A • Sawutana B • Seku • Seyisi • Shilata • Sidubela • Sigangala • Sigingqini A • Sigingqini B • Sihlabeni • Singeni • Sintsana • Siphaleni • Sivangxa • Skovane • Springs • Tafalofefe • Tafeni • Takazi A • Takazi B • Teko-Fihla • Teko-Kona • Teko-Springs • Thembani • Thoboyi • Tholeni • Thubeni • Thunga A • Thunga B • Thuthurha • Toboshane • Toleni • Tshabaqu • Tshamanzi • Tshazibane • Tshetshengwane • Tshoma • Tshoveni • Tyabana • Tyekana • Tyhila • Tyindye • Tyinirha • Ulahlangubo • uMgagasi • uMntla • uMzantsi A • uMzantsi B • uMzantsi C • Upper Gcilishana • Upper Macibe • Upper Mchubakazi • Vumenjani • Wili • Wongalethu • Xamane • Xaxasimba • Xilinxa • Zagwityi • Zangwa • Zazulwana • Zibunu • Zikhovana • Zimbaba • Zingcuka • Zingqandana • Zinyoka • Ziqhamnganeni • Zitulele • Zondani • Zwelitsha.